# Wilco
Wilco je američki alt-rock sastav osnovan u Chicagu u Illinoisu. Ime sastava je izvedenica od "will comply", radioamaterskog izraza za "razumijem". Godine 1994. osnovali su ga preostali članovi alt-country sastava Uncle Tupelo nakon odlaska pjevača Jaya Farrara. Postava Wilca često se mijenjala, a jedini prvotni članovi ostali su pjevač Jeff Tweedy i basist John Stirratt. Od početka 2004., ostali trenutačni članovi su gitarist Nels Cline, multiinstrumentalisti Pat Sansone i Mikael Jorgensen te bubnjar Glenn Kotche. Wilco je objavio sedam studijskih albuma, dvostruki koncertni album i tri suradnička izdanja: dva s Billyjem Braggom i jedan s The Minus 5.
Glazba sastava inspirirana je raznolikim glazbenicima i stilovima, među kojima su i Bill Fay i Television, a i sâm je izvršio utjecaj na mnoge predstavnike modernog alternativnog rocka. Sastav je na debitantskom albumu A.M. (1995.) nastavio s alternativnim countryjem u stilu Uncle Tupela, ali je otada u svoju glazbu uveo eksperimentalne aspekte, uključujući elemente alternativnog rocka i klasičnog popa.
Wilco je privukao medijsku pažnju svojim četvrtim albumom, Yankee Hotel Foxtrot (2002.), i kontroverzama koje su ga okruživale. Nakon što je snimanje dovršeno, Reprise Records je odbio album i otpustio Wilco iz svojeg izdavačkog kataloga. U sklopu izlazne ugovorne klauzule, Reprise je sastavu besplatno dao prava na album. Nakon što je album djelomično objavio na svojoj službenoj stranici, Wilco ga je 2002. prodao Nonesuch Recordsu. Obje izdavačke kuće bile su podružnice Warner Music Group, što je navelo jednog kritičara da kaže kako je album pokazao "kako je glazbena industrija na početku 21. stoljeća bila poremećena". Yankee Hotel Foxtrot je najuspješniji album Wilca do danas, prodan u više od 590.000 primjeraka. Wilco je za svoj peti studijski album iz 2004., A Ghost Is Born, osvojio dva Grammyja, među kojima i onaj za najbolji album alternativne glazbe. Sedmi studijski album, Wilco (The Album), sastav je objavio 30. lipnja 2009.

## Povijest

### Formiranje
Wilco je formiran nakon raspada utjecajnog alt-country sastava Uncle Tupelo. Pjevač Jay Farrar napustio je sastav 1994. zbog teškog odnosa s drugim pjevačem i autorom Jeffom Tweedyjem. I Tweedy i Farrar pokušavali su formirati sastav odmah nakon raspada. Tweedy je uspio zadržati cijelu postavu Uncle Tupela izuzev Farrara, uključujući basista Johna Stirratta, bubnjara Kena Coomera i multiinstrumentalista Maxa Johnstona. Angažirao je i gostujućeg gitarista Uncle Tupela Briana Hennemana iz Bottle Rocketsa, koji je svirao na mnogim pjesmama na debitantskom albumu Wilca, A.M. Sastav je htio sačuvati ime Uncle Tupelo, ali se na kraju odlučio za novo ime. Nazvali su se "Wilco", izvedenici od radioamaterskog izraza "Will Comply", što je bio izbor koji je Tweedy nazvao "prilično ironičnim za rock sastav".

### A.M.iBeing There
Nakon suradnje sa Sydom Strawom na obradi pjesme Ernesta Tubba, "The T.B. is Whipping Me" (objavljenoj u rujnu 1994. na kompilaciji Red Hot + Country), Wilco je počeo snimati pjesme za A.M., njihov prvi studijski album, u studiju Easley u lipnju 1994. Demovrpca s tih snimanja poslana je šefovima Reprise Recordsa, podružnici Warner Brothersa, a kuća je s Tweedyjem potpisala ugovor. Iako je Tweedy izjavio da je htio kolaborativniji projekt nego što je to bio Uncle Tupelo, samo se njegovo ime pojavilo u ugovoru s Repriseom. Tweedy je zahtijevao autorske honorare za druge članove sastava, ali je na kraju na albumu završila samo jedna pjesma s dodatnim potpisom — "It's Just That Simple" Johna Stirratta. Bila je to posljednja pjesma Wilca koju je sam napisao neki član osim Tweedyja.
Stilski slična Uncle Tupelu, glazba na A.M. opisivana je kao otvoreni alternativni country rock, što je Tweedy kasnije opisao kao "pokušaj da se privuče ciljana publika". A.M. se popeo na 27. mjesto na Billboardovoj ljestvici Top Heatseekers, mnogo slabije od debitantskog albuma novog sastava Jaya Farrara, Son Volt. Album je dočekan skromnim recenzijama, iako se našao na 35. poziciji u godišnjem izboru kritičara Village Voicea Pazz & Jop za 1995. godinu. Kako je slabije dočekan i na tržištu i među kritikom od albuma Son Volta, članovi Wilca doživjeli su A.M. kao neuspjeh. Ubrzo nakon izdanja albuma, sastavu se pridružio multiinstrumentalist Jay Bennett, čime je Wilco dobio klavijaturista i još jednog gitarista.
Wilco je koncertni debi ostvario 17. studenog 1994. u Cicero's Basement Baru u St. Louisu u Missouriju (za tu priliku sastav je najavljen kao "Black Shampoo").
Tijekom turneje za A.M., koja se sastojala od dvjestotinjak nastupa, Tweedy je počeo pisati pjesme za drugi album. Stihovne teme pjesama odražavale su odnos između glazbenog umjetnika i slušatelja; Tweedy je odabrao tu temu jer je pokušavao izbjeći bazu obožavatelja alternativnog countryja. Ken Coomer je objasnio:
"Cijela ta stvar s No Depression nama je bila vrlo smiješna jer se činilo kako su ljudi zaboravili da je Jeff bio veći obožavatelj punk-rocka nego countryja. To je dovelo do situacija u kojima smo mijenjali instrumente na "Misunderstood", gdje ja sviram gitaru."
Mnoge pjesme snimljene su s tom temom, između ostalih "Sunken Treasure" i "Hotel Arizona", no Wilco je snimao i pjesme u stilu A.M.-a Album su nazvali Being There po po istoimenom filmu s Peterom Sellersom. Sastav je tijekom snimanja prolazio kroz neke privatne promjene. Max Johnston je otišao jer je vjerovao kako se njegova uloga umanjila u odnosu na Bennettovu; na jednoj ga je pjesmi zamijenio violinist Jesse Greene jer je sastav smatrao kako on ne može odsvirati tu dionicu. Bob Egan iz Freakwatera na kratko se pridružio sastavu u studiju, svirajući pedal steel gitaru na "Far, Far Away" i "Dreamer in My Dreams", a u rujnu 1996. je postao službeni član.
Za razliku od snimanja A.M., sastav u drugom pokušaju nije bio vičan produciranju hit-pjesme. Snimanje je iznjedrilo 19 pjesama, previše za jedan album. Tweedy je bio zabrinut zbog visoke prodajne cijene za koju bi se prodavao dvostruki album (bar 30 dolara), pa je zamolio Reprise Records da ga objavi kao dvostruki album po cijeni običnog (17,98 dolara ili manje). Reprise je pristao na to pod uvjetom da dobiju dio tantijema za album koji pripadaju Wilcu. 2003. je procijenjeno da je sastav tim dogovorom izgubio gotovo 600.000 dolara, ali Tweedy je bio zadovoljan. Being There je naišao na dobar kritički prijem u nekoliko istaknutih publikacija, uključujući Rolling Stone. Album je dosegnuo 73. poziciju na Billboardovoj ljestvici albuma, što je bio značajan napredak u odnosu na A.M., te se smjestio na 14. poziciju u kritičkom izboru Pazz & Jop za 1996.

### SummerteethiMermaid Avenue
U studenom 1997. Wilco je ušao u studio Willieja Nelsona u Spicewoodu u Teksasu kako bi snimio svoj treći studijski album. Album je stihovno bio inspiriran bračnim problemima Tweedyja i njegove supruge, kao i književnošću dvadesetog stoljeća. Tweedy se uvelike oslanjao na Bennetta da pridonese glazbom za pjevačeve "odvažne, ali depresivne" stihove. Wilco je snimio nekoliko pjesama, uključujući "Via Chicago" i "She's a Jar", ali je opet počeo raditi na drugom projektu prije okupljanja pjesama na albumu.
Nora Guthrie u proljeće 1995. kontaktirala je pjevača i kantautora Billyja Bragga u vezi snimanja nekih neobjavljenih pjesama njenog oca, folk pjevača Woodyja Guthrieja. Većina pjesama nastala je pred kraj Guthriejeva života kad nije mogao snimati zbog motoričkih poteškoća uzrokovanih Huntingtonovom bolešću. Guthrie je do devedesetih MTV generaciji postao "dio prošlosti", a Nora je tražila drugačiju vrstu ostavštine za svoga oca. Prema Nori, Bragg je bio "jedini pjevač koji se bavio istim temama kao Woody". Međutim, Bragg je bio zabrinut da njegovi obožavatelji neće shvatiti da je pjesme napisao Guthrie kad bi ih izvodio na turneji, pa je odlučio snimiti album s drugim sastavom.
Bragg je kontaktirao Tweedyja i Bennetta o zajedničkom snimanju albuma dok je Wilco bio na europskom dijelu turneje za Being There. Bragg je bio posebno zadovoljan s Being There zbog utjecaja pedesetih koji su se osjećali na albumu. Dok je Tweedy bio ravnodušan po pitanju ponude, Bennett je bio uzbuđen zbog snimanja pjesama svojih idola — Bennettov prijašnji sastav Titanic Love Affair dobio je ime po stihu Billyja Bragga. Ugovor za snimanje između Bragga i Wilca potpisan je nakon koncerta u Shepherd's Bush Empireu. Bragg je uglavnom snimao politički nabijene pjesme, dok je Tweedy preferirao snimati stihove koji su prikazivali Guthrieja kao "čudaka". Snimanje Mermaid Avenue počelo je 12. prosinca 1997. te je bilo predmet BBC-jeva dokumentarca Man in the Sand.
Nakon dovršetka albuma pojavile su se trzavice između Bragga i Wilca. Bennett je smatrao da Bragg pretjeruje u produkciji svojih pjesama u odnosu na oskudnije doprinose Wilca. Bennett je nazvao Bragga kako bi ga upitao za mogućnost remiksanja njegovih pjesama, na što je Bragg odvratio, "ti snimaj svoj album, a ja ću svoj, budalo". Bragg je kasnije poslao primjerke svojih snimki u Chicago kako bi ih Bennett remiksati, ali je odbio koristiti nove mikseve na albumu. Dvije strane nisu mogle dogovoriti promotivnu turneju te su se posvađali oko tantijema i honorara gostujućih glazbenika.
Usprkos tim sukobima, album je objavljen 23. lipnja 1998. te je prodan u više od 277.000 primjeraka. Dobio je odlične kritike od Roberta Christgaua i Rolling Stonea te je nominiran za Grammy za najbolji album suvremenog folka. Uvršten je na četvrto mjesto u izboru Pazz & Jop za 1998. Nakon što je album objavljen, Bob Egan je zamijenjen multiinstrumentalistom Leroyom Bachom.
Nakon dovršetka snimanja Mermaid Avenue, Wilco se vratio u Spicewood kako bi kompletirao svoj treći studijski album, Summerteeth. Za razliku od prijašnjih albuma Wilca i Uncle Tupela, na ovom je korištena digitalna montaža zvuka. Stirratt i Coomer bili su zabrinuti zbog produkcije, jer je smanjila njihovo sudjelovanje u glazbi. Stirratt je rekao:
"Priča o Summerteethu u prvom redu govori o Jayu koji je kupio melotron i namjeravao ga je koristiti pod svaku cijenu. Bilo je to lijepo, ali se pretjeralo. Kad su počeli s presnimavanjem, nisu stali. I nitko u sastavu nije ustao da zaustavi to ludilo ... Podsjeća me to na Srce tame, gdje svjesno produžavate kreativni proces u svrhu istraživanja ili iskupljenja, ili bilo čega što tražite."
Tijekom 1999. Warner Brothers je tražio pomoć u otplaćivanju duga od 16 milijardi dolara nakupljenog tijekom nedavnog spajanja Warner Communicationsa s Time Inc.-om. Zato su Warnerove glazbene ispostave bile pod pritiskom proizvodnje glazbenih izvođača koji će producirati hit-albume. Čelnik Reprisea, Howie Klein, koji je prethodno odobrio izdanje Being There kao dvostrukog albuma, bio je spreman prepustiti Wilcu produkciju Summerteetha bez uplitanja izdavačke kuće. Međutim, kad je Klein predstavljao album u Repriseovu odjelu za produkciju, oni su tražili radijski singl. Wilco je pristao učiniti to "samo jednom" i na zahtjev Davida Kahnea, šefa produkcijskog odjela, snimio radijski pogodnu verziju "Can't Stand It". Singl-verzija "Can't Stand It" nije se uspjela probiti s radijskih postaja za albume za odrasle na one koji emitiraju alternativni rock. Album se na kraju prodao u 200.000 primjeraka, mnogo manje od Being There. Dogodilo se to unatoč kritičkim pohvalama; album je uvršten na osmu poziciju u izboru Pazz & Jop za 1999.
Nakon izdanja Summerteetha, sastav je nastavio sa snimanjem Mermaid Avenue. Iako su snimili dovoljno materijala za drugo izdanje 1998., Wilco je za Mermaid Avenue Vol. II snimio nekoliko novih pjesama. "Someday Some Morning Sometime", s vibrafonom filtriranim kroz uređaj za efekt zvučne odgode, Tweedy je nazvao "djelić mozaika" u stvaranju njihova četvrtog studijskog albuma. Album je objavljen 30. svibnja 2000. te je bio posljednje izdanje sa snimanjâ.

### Yankee Hotel Foxtrot
Ubrzo nakon snimanja Mermaid Avenue Vol. II, Wilco je kupio studio u Irving Parku u Chicagu, kojeg su nazvali Wilco Loft. Sastav je neke pjesme za četvrti album snimio u studiju početkom 2000. U svibnju te godine Tweedy je zahtijevao nastup s Jimom O'Rourkeom na festivalu u Chicagu; bio je obožavatelj O'Rourkeova albuma Bad Timing. O'Rourke je upoznao Tweedyja s bubnjarom Glennom Kotcheom i trojac je počeo raditi zajedno toliko da su odlučili snimiti album u sklopu projekta kojeg su nazvali Loose Fur. Wilco je do tada snimio cijeli album, ali je Tweedy bio nezadovoljan s bubnjarskim dionicama. Toliko mu se sviđao Kotcheov doprinos u Loose Furu da ga je odlučio dovesti u studio kako bi presnimio neke demosnimke. Kad je Kotche u siječnju 2001. službeno zamijenio Kena Coomera, neki su vjerovali kako je Tweedy tražio načina da Wilco zvuči kao Loose Fur.
Dok je Bennett na produkciji Yankee Hotel Foxtrota htio biti i mikser i inženjer zvuka, Tweedy nije bio siguran da on to može odraditi dobro kao O'Rourke. Tweedy i Bennett često su se svađali bi li album trebao biti dostupan širem slušateljstvu ili pokušati pokriti novi glazbeni teren. Dok je to Bennettu bilo nepoznato, Tweedy je pozvao O'Rourkea da remiksa "I Am Trying to Break Your Heart", a rezultati su impresionirali druge članove sastava - čak i Bennetta. Tenzije između Bennetta i O'Rourkea javile su se jer je Bennett htio miksati svaki pjesmu na albumu. O'Rourke je izbacio doprinose drugih članova na nekoliko pjesama; na nekim pjesmama, kao što je "Poor Places", svirao je samo trojac iz Loose Fura. Album je dovršen 2001., a Bennett je odmah nakon toga izbačen iz sastava. Snimanje albuma dokumentirao je Sam Jones i objavio ga 2002. kao film I Am Trying to Break Your Heart: A Film About Wilco.
Time Warner, u posjedu Warner Brothersa, 2001. se spojio s America Onlineom, što je dovelo do još većeg stvaranja pritiska na Warnerove glazbene etikete da smanje troškove. Otpušteno je više od 600 zaposlenika Warner Music Groupa, među njima i Howie Klein, predsjednik Reprisea. Kao privremeno rješenje zamijenio ga je David Kahne. Kahne je zadužio Mia Vukovica da nadzire napredak produkcije Yankee Hotel Foxtrota te da ponudi prijedloge. Glazbeni novinar Greg Kot tvrdi da je Vukovic prezirao album te da nije bio sretan što je Wilco ignorirao njegove prijedloge. Odnio je album Kahneu, koji je smatrao da na albumu nema nijedne pjesme vrijedne objavljivanja u formatu singla. Reprise je u lipnju 2001. odbio album, a Wilco je zamoljen da napusti izdavačku kuću.
Wilco je uspio dogovoriti uvjete otkupljivanja albuma od Reprisea. Kot je napisao da je umjesto financijske kompenzacije sastav pristao napustiti etiketu s master vrpcama Yankee Hotel Foxtrota. Kuća je već bila na lošem glasu zbog svog odnosa prema sastavu te su bili spremni udovoljiti zahtjevu Wilca. Međutim, Allmusic tvrdi da je Wilco "kupio dovršene studijske vrpce od Warnera/Reprisea za navodno 50.000 dolara i napustio kuću" jer Wilco "nije bio spreman promijeniti album kako bi zvučao 'komercijalnije'". Kako bi umanjio negativni publicitet, Reprise je počeo više investirati u sastave kao što je The Flaming Lips. Glavni pjevač Wayne Coyne jednom je izjavio:
"Beremo plodove žaljenja izdavačke kuće zbog izbacivanja Wilca. Živimo u zlatnom dobu jer je to bila javna pogreška. Ljudi u Warneru su rekli, 'nikad nećemo imati sastav kao što je Wilco jer im više nećemo vjerovati'. Rekli su mi da se to nama nikad neće dogoditi. Kakav je to bio sjajan dan za mene!"
Dok je sastav tražio novu izdavačku etiketu kako bi objavio album, odlučili su ga emitirati na svojoj službenoj internetskoj stranici kako bi obeshrabrili ilegalnu razmjenu niskokvalitetnih MP3 izdanja. Sastav je potpisao s Nonesuch Recordsom, još jednom podružnicom Time Warnera, a album je objavljen u proljeće 2002. Kad je objavljen, Yankee Hotel Foxtrot zauzeo je 13. poziciju na ljestvici Billboard 200, što je najbolja pozicija Wilca do danas. Yankee Hotel Foxtrot prodan je u više od 590.000 primjeraka i do danas ostao najprodavaniji album sastava. Dočekan je velikim kritičkim pohvalama: zauzeo je vrh izbora Pazz & Jop za 2002., a Q Magazine ga je uvrstio među sto najboljih albuma svih vremena.

### Down with Wilco,A Ghost Is BorniKicking Television: Live in Chicago
Dok je čekao komercijalno izdanje Yankee Hotel Foxtrota, Wilco je pristao poduprijeti suradnika R.E.M.-a Scotta McCaugheya za izdanje albuma sastava The Minus 5. Dogovorili su snimanje za 11. rujna 2001., ali ih je omeo teroristički napad tog dana. Kasnije istog dana, Wilco i McCaughey dogovorili su da će ipak snimiti neki materijal. Pod utjecajem Time of the Last Persecution Billa Faya, 2003. je objavljen je Down with Wilco The Minus 5-a.
U studenom 2003., Wilco je otputovao u New York City kako bi snimili svoj peti album. Album je producirao Jim O'Rourke, koji je miksao Foxtrot te bio član Wilcova projekta Loose Fur. Za razliku od Summerteetha i Yankee Hotel Foxtrota, A Ghost Is Born imao je pjesme koje su stvorene pomoću Pro Toolsa prije nego što su ih izveli uživo. Na album je uvrštena pjesma "Less Than You Think", koja je uključivala 15 minuta elektroničke buke i sintesajzera, koju je Tweeedy nazvao "pjesmom koju će svi mrziti". Opravdavao je uvrštenje pjesme:
"Znam da se 99 posto naših obožavatelja neće svidjeti pjesma, reći će da je to besmisleno. Čak je i ja ne želim slušati svaki put kad prolazim kroz album. Ali kad jesam smirim se i obratim pozornost na nju, mislim da je vrijedna, dirljiva i pročišćavajuća. Ne bih je stavio na album da nisam mislio da je sjajna."
Leroy Bach je napustio sastav odmah nakon dovršetka albuma kako bi se pridružio kazališnoj glazbenoj skupini u Chicagu. Kao i Yankee Hotel Foxtrot, Wilco je objavio album na internetu prije komercijalnog izdanja. Umjesto korištenja vlastite službene stranice, sastav ga je pustio u MPEG-4 formatu na Appleovoj stranici. Wilco je nakon Bachova odlaska htio unijeti značajne promjene u postavi pa je dodao Mikaela Jorgensena, koji je bio inženjer zvuka na Down with Wilco, Pata Sansonea iz The Autumn Defensea i avangardnog gitarista Nelsa Clinea. Taman kad je sastav namjeravao krenuti na promotivnu turneju za album, Tweedy se prijavio u kliniku za odvikavanje u Chicagu zbog ovisnosti o lijekovima protiv bolova. Planovi za europsku turneju su otkazani, a datum objavljivanja albuma odgođen je za nekoliko tjedana. A Ghost Is Born objavljen je 22. lipnja 2004. te je postao prvi album Wilca koji se probio među deset najprodavanijih u Sjedinjenim Državama. Album je Wilcu 2005. priskrbio Grammyje za najbolji album alternativne glazbe i najbolje pakiranje albuma. Uvršten je i na 13. poziciju u godišnjem izboru Pazz & Jop za 2004.
Sastav je 2004. objavio The Wilco Book, slikovnicu s detaljnim opisom stvaranja A Ghost Is Born. Knjiga sadrži i bilješke i crteže članova sastava, kao i CD s demosnimkama sa snimanja albuma. Iste godine glazbeni kritičar Chicago Tribunea Greg Kot objavio je biografiju sastava nazvanu Wilco: Learning How to Die. Nova šestočlana postava Wilca debitirala je na Kicking Television: Live in Chicago, dvostrukom koncertnom albumu snimljenom u The Vic Theateru u Chicagu. Objavljen 15. studenog 2005., album je zaradio iznimne pohvale u Spinu, Billboardu i Entertainment Weeklyju. Prema podacima iz 2007. prodan je u više od 114.000 primjeraka.

### Sky Blue Sky
Wilco se 2006. vratio u svoj studio u Chicago kako bi snimili šesti studijski album. Pod utjecajem The Byrdsa i Fairport Conventiona, sastav je vjerovao kako je Sky Blue Sky manje eksperimentalan nego prijašnja izdanja. Osim toga, također za razliku od prijašnjih izdanja, pjesme su nastale kao suradnje.
3. ožujka 2007. objavili su pjesme na internetu i ponudili "What Light" na besplatno MP3 digitalno preuzimanje. Kako bi dodatno predstavili album, Wilco je dopustio korištenje nekoliko pjesama sa snimanja Sky Blue Sky za Volkswagenovu reklamnu kampanju. Potez su kritizirali i kritičari i obožavatelji; Wilco je odgovorio ističući da su prije radili kampanje za Apple Inc. i Telefónica Móviles. Album je objavljen 15. svibnja 2007. te je bio komercijalno uspješan: u prvom je tjednu prodan u 87.000 primjeraka te je zauzeo petu poziciju na američkoj ljestvici najprodavanijih albuma. Ušao je i u top 40 u sedam drugih zemalja.
Recenzent James Brubaker izjavio je da Wilco na Sky Blue Sky "sjaji u tucetu pjesama". Iako je album nazvao "jednim od najboljih tradicionalnih rock i folk albuma u dugo vremena", dodao je, "kad jednom prođete nekoliko majstorskih i lijepih izvedbi... ostatak albuma u nekim se prilikama čini kao otupljen i isforsiran". Recenzija allaboutjazz-a također je imala podijeljene osjećaje. Dok ga je hvalio kao "varljivo umilan, gotovo opčinjavajući za slušanje" i naglašavao "nesprijekornu kvalitetu zvuka", recenzent je ustvrdio da je "Sky Blue Sky postao prvi album Wilca koji zvuči preoprezno za svoje dobro".
Pabs Hernandez, kritičar Lost at Sea, hvalio je "veselu atmosferu i ritam" albuma te istaknuo da ga nije "lako procjenjivati nakon prvog slušanja". Hernandez je dodao da, "iako možda nije remek-djelo, i u svojem najgorem izdanju više je nego vrijedno izdanje u hvalevrijednom katalogu Wilca". Recenzent Greg Locke hvalio ga je kao "jedan od najboljih albuma godine", nazvavši ga "bezvremenskom pločom, punom ugode, sofisticiranosti i profinjenosti". Kao i Hernandez, Locke je dodao da se album ne može propisno ocijeniti nakon prvog slušanja. Iako su recenzenti NPR-a napisali da album "nije revolucionaran", hvalili su ga zbog "smislenog glazbenog izražaja" te stavili naglasak na "solidno i nepretenciozno kantautorstvo" koje je izrodilo "zadovoljavajući i melodičan album".
U iščekivanju predsjedničkih izbora u SAD-u 2008., Wilco je objavio obradu "I Shall Be Released" Boba Dylana za digitalno preuzimanje koju su izveli s Fleet Foxes. MP3 je bio dostupan za slobodno preuzimanje u zamjenu za obećanje o izlasku na izbore. Sastav se pojavio i u The Colbert Report kako bi podupro predsjedničku kandidaturu Baracka Obame. Wilco je 18. travnja 2009. objavio koncertni DVD Ashes of American Flags, u povodu proslave Dana glazbenih trgovina.
Jeff Tweedy, Pat Sansone, Glenn Kotche i John Stirratt u prosincu 2008. otputovali su u Auckland u Novi Zeland kako bi sudjelovali u nastavku projekta 7 Worlds Collide Neila Finna, The Sun Came Out, zajedno s Edom O'Brienom, Philom Selwayom, Johnnyjem Marrom, KT Tunstallom, Liamom Finnom i Lisom Germano. Napisali su i snimili nekoliko novih pjesama za dobrotvorni album, uključujući "You Never Know", "What Could Have Been", "Over and Done" i "Don't Forget Me". Jeff Tweedy je bio suautor "Too Blue" s Johnnyjem Marrom, dok su Kotche, Stirratt i Sansone svirali na većini pjesama na albumu.

### Wilco (The Album)
Wilco je svoj sedmi album, Wilco (The Album), objavio 30. lipnja 2009. U ožujku 2009. je objavljeno kako će na novom albumu gostovati pjevačica i kantautorica Feist, na pjesmi "You and I". Kao i svoja tri prethodna albuma, Wilco je i ovaj prije službenog izdanja objavio na službenoj internetskoj stranici. Album je postao najuspješniji u povijesti sastava što se pozicija na ljestvici tiče. Zauzeo je četvrto mjesto Billboardove ljestvice Top 200 s 99.000 prodanih primjeraka u prvom tjednu, kao i drugo na ljestvici rock albuma. Bio je to treći album Wilca u top 10 third top 10 na američkoj pop listi. Prvi singl s albuma, "You Never Know", dosegnuo je broj jedan na AAA Chartu i time postao njihov prvi broj jedan u 12 godina.
Wilco je 30. travnja, na prijedlog Nore Guthrie, besplatno distribuirao obradu pjesme Woodyja Guthrieja "The Jolly Banker", snimljene u njihovu studiju u veljači 2009. Korisnici su potaknuti da doniraju za Woody Guthrie Foundation.
25. svibnja 2009. u svojem domu u Urbani u Illinoisu umro je bivši član sastava, Jay Bennett. Jeff Tweedy je u izjavi napisao kako je "duboko ožalošćen" Bennettovom smrću.
U lipnju, tijekom svoje turneje po Zapadnoj obali, Wilco se u studiju pridružio Becku, Feist, Jamieju Lidellu i Jamesu Gadsonu na snimanju Beckova projekta Record Club, obradivši album Skipa Spencea Oar. Prva pjesma "Little Hands" objavljena je 12. studenog 2009. na Beckovoj internetskoj stranici. Wilco je izveo i tematsku pjesmu za Adventure Time with Finn & Jake.
6. travnja 2010., sastav je tijekom koncerta u Bostonu najavio kako će organizirati festival u North Adamsu u Massachusettsu, nazvan Solid Sound Festival. Događaj će trajati od 13. do 15. kolovoza, a uključivat će razne projekte.

## Glazbeni stil i utjecaj
Glazba Wilca obično se kategorizira kao alternativni rock i alternativni country. Iako su tijekom cijele karijere surađivali s velikim izdavačkim kućama, obično ih se povezuje s indie rockom. Wilco vuče utjecaje od sastava raznolikih glazbenih žanrova, ali uglavnom iz glazbe nastale između 1966. i 1974. Album Johna Calea Paris 1919 navodi se kao osnovna glazbena inspiracija sastava.
Među druge glazbenike koje sastav navodi kao uzore iz tog razdoblja spadaju John Lennon, Neil Young i Brian Wilson. Tweedy je za svoj 34. rođendan dobio privatnu lekciju gitare od Richarda Lloyda iz Televisiona; Tweedy je bio veliki obožavatelj sastava te mu je bila dobro poznata njegova gitarska tehnika, koju je htio inkorporirati u svoju glazbu. Uncle Tupelo je inspiraciju pronalazio u sastavima kao što su Jason & the Scorchers i The Minutemen, koji su izvršili utjecaj i na album Wilca A.M. Tweedy i O'Rourke voljeli su free jazz glazbenike kao što su Ornette Coleman, Albert Ayler i Derek Bailey; slušali su i mainstream jazz glazbenike kao što su Miles Davis i John Coltrane. Stihovne strukture pjesama Wilca diktirali su klasična književnost i cadavre exquis — vježba u kojoj su se članovi sastava mijenjali za pisaćim strojem, ali im je bilo dopušteno vidjeti samo posljednju napisanu rečenicu. Sastav je naveo kako su na njihov stil utjecale knjige In the Heart of the Heart of the Country Williama H. Gassa, Jarčeva obratnica Henryja Millera i The Anxiety of Influence: A Theory of Poetry Harolda Blooma.
Neki kritičari su Wilco nazvali "američkim Radioheadom", zbog njihova stilski raznovrsnog kataloga. Kritičar New York Timesa ustvrdio je da Wilco ima "roots rock korijene ... zvuk koji potječe od dokazanih materijala: zveketa countryja, čvrstog štektanja rocka 1960-ih, lelujaćeg sjaja Beach Boysa, honky-tonk himni The Banda i melodijske simetrije popa".
Rolling Stone je opisao Wilco kao "jedan od američkih najkonzistentije zanimljivih sastava" i "američke najistaknutije rock impresioniste". Među sastave na koje je Wilco izvršio utjecaj svrstavaju se Derek Webb (iz Caedmon's Calla), The National, i Grace Potter and the Nocturnals. Engleski indie rock sastav Cherry Ghost uzeo je ime iz stiha Wilcove pjesme "Theologians" (s albuma A Ghost Is Born) — glavni pjevač Simon Aldred sam je priznao da je "ogromni obožavatelj Wilca". Glazbenici koji su na koncertima izvodili pjesme Wilca su Norah Jones, čija je izvedba "Jesus, Etc." objavljena kao bonus pjesma na njezinom albumu iz 2009. The Fall, te Counting Crows i Wallflowers ("California Stars").

## Diskografija

### Albumi
- A.M. (28. ožujka 1995.)
- Being There (29. listopada 1996.)
- Summerteeth (9. ožujka 1999.)
- Yankee Hotel Foxtrot (23. travnja 2002.)
- A Ghost Is Born (22. lipnja 2004.)
- Kicking Television: Live in Chicago (15. studenog 2005.)
- Sky Blue Sky (15. svibnja 2007.)
- Wilco (The Album) (30. lipnja 2009.)
- The Whole Love (2011.)
- Star Wars (2015.)
- Schmilco (2016.)
- Ode to Joy (2019.)

## Nagrade i nominacije

### Nagrade Grammy
| Godina | Nagrada                            | Djelo             | Ishod      |
| ------ | ---------------------------------- | ----------------- | ---------- |
| 1999.  | Najbolji suvremeni folk album      | Mermaid Avenue    | Nominacija |
| 2005.  | Najbolji album alternativne glazbe | A Ghost Is Born   | Pobjeda    |
| 2005.  | Najbolje pakiranje albuma          | A Ghost Is Born   | Pobjeda    |
| 2008.  | Najbolji rock album                | Sky Blue Sky      | Nominacija |
| 2009.  | Najbolji americana album           | Wilco (The Album) | Nominacija |

### Shortlist Music Prizes
| Godina | Nagrada               | Djelo           | Ishod      |
| ------ | --------------------- | --------------- | ---------- |
| 2004.  | Shortlist Music Prize | A Ghost Is Born | Nominacija |
| 2007.  | Shortlist Music Prize | Sky Blue Sky    | Nominacija |

### Nagrade Wired Rave
| Godina | Nagrada            | Djelo                | Ishod   |
| ------ | ------------------ | -------------------- | ------- |
| 2003.  | Nagrada Wired Rave | Yankee Hotel Foxtrot | Pobjeda |

## Vanjske poveznice
- Službena stranica
- Wilco  Arhivirana inačica izvorne stranice od 17. travnja 2010. (Wayback Machine) na Rolling Stoneu
- Interaktivna baza set-listi